# Důl Hamr I
Důl Hamr I (dříve zvaný také Důl Sever) nedaleko Stráže pod Ralskem byl uranový důl založený v roce 1971 pod dohledem odštěpného závodu Uranové doly Hamr. Důl byl po ukončení provozu roce 1993 konzervován a do konce roku 2015 byla zlikvidována většina důlních a povrchových děl areálu.

## Historie

### Objevení uranových ložisek a založení dolu (1965–1971)
Počátkem hlubinné těžby v oblasti je rok 1965, kdy byly Jáchymovské doly - Geologický průzkum pověřeny provedením hornické otvírky na lokalitách bloku Lužice a bloku Sever. Došlo k vyhloubení dvou průzkumných jam GP-74 a GP-76 (první jáma byla o rok později zakonzervována kvůli nevhodným hydrogeologickým podmínkám). V roce 1970 byl z jámy GP-76 odebrán vzorek rudy, čímž byl také ukončen těžební průzkum této oblasti. 1. ledna 1971 pak byly jámy a povrchové objekty předány odštěpnému závodu Uranové doly Hamr a tímto datem také důl oficiálně vznikl. Otevřena byla nejdříve dvě patra dolu, první patro sloužilo jako přístup k ložisku, druhé jako drenážní. Prostor pro dobývání byl dolu vymezen Federálním ministerstvem paliv a energetiky 5. září 1973.

### Tektonická porucha Anežka a zastavení těžebních prací (1971–1975)

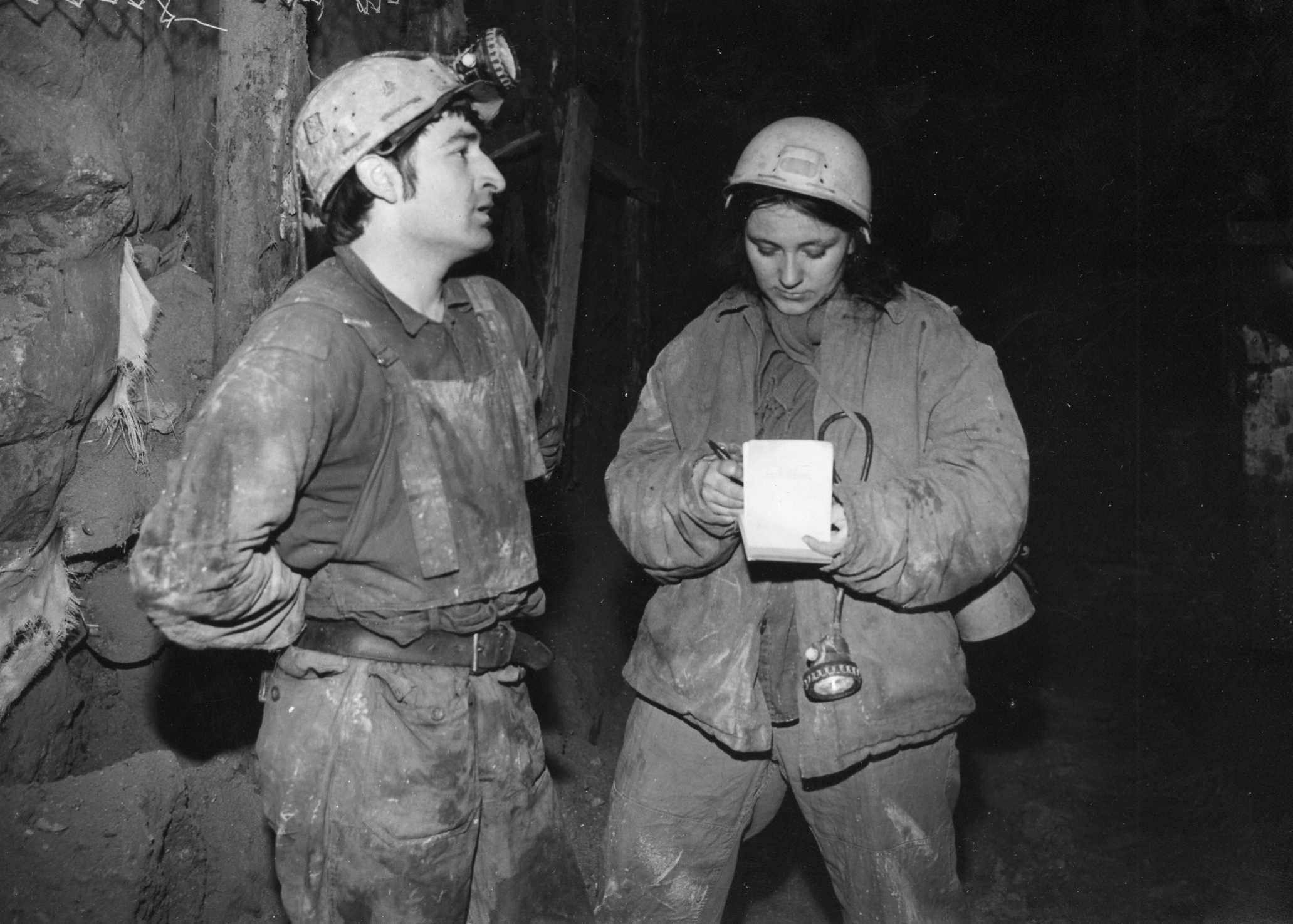
Novinářská návštěva v dolu Hamr I, 1975

Již od roku založení dolu byl monitorován zvýšený přítok důlních vod. Po několika případech zatopení chodeb byla v lednu roku 1973 popsána tektonická linie se zvýšeným výtokem vody nazvaná Anežka. Likvidace byla provedena utěsněním v místě, kde se porucha střetávala s důlní chodbou. Těžební činnost byla znovu obnovena na počátku roku 1975.

### Provoz dolu a vrchol těžební činnosti (1975–1989)
Po zlikvidování tektonické poruchy Anežka a otevření jámy č. 3 došlo k prudkému vzrůstu množství vytěženého materiálu. V průběhu druhé poloviny sedmdesátých let také docházelo k budování propojovacích chodeb  těžebních jam a mechanizaci na dobývkách a ražbách, díky čemuž výtěžnost velmi rychle stoupala. Mezi další faktory růstu patřilo také jaderné zbrojení tehdejšího SSSR. V roce 1974 činila hmotnost vytěžené rudy 9 000 tun, v roce 1975 to bylo již 77 000 tun, v roce následujícím to bylo 121 000 tun. Nárůst těžby pokračoval i v letech osmdesátých v souvislosti s rozšiřováním jižní části důlního areálu. Za absolutní vrchol těžby pak lze považovat rok 1988, kdy bylo na obou hamerských dolech (započítán je tedy i Důl Křižany I) vytěženo 912 950 tun rudy.
| Množství vytěženého uranu na dolech Hamr I a Křižany I | Množství vytěženého uranu na dolech Hamr I a Křižany I | Množství vytěženého uranu na dolech Hamr I a Křižany I | Množství vytěženého uranu na dolech Hamr I a Křižany I | Množství vytěženého uranu na dolech Hamr I a Křižany I | Množství vytěženého uranu na dolech Hamr I a Křižany I | Množství vytěženého uranu na dolech Hamr I a Křižany I | Množství vytěženého uranu na dolech Hamr I a Křižany I | Množství vytěženého uranu na dolech Hamr I a Křižany I | Množství vytěženého uranu na dolech Hamr I a Křižany I | Množství vytěženého uranu na dolech Hamr I a Křižany I | Množství vytěženého uranu na dolech Hamr I a Křižany I | Množství vytěženého uranu na dolech Hamr I a Křižany I | Množství vytěženého uranu na dolech Hamr I a Křižany I | Množství vytěženého uranu na dolech Hamr I a Křižany I | Množství vytěženého uranu na dolech Hamr I a Křižany I | Množství vytěženého uranu na dolech Hamr I a Křižany I | Množství vytěženého uranu na dolech Hamr I a Křižany I | Množství vytěženého uranu na dolech Hamr I a Křižany I | Množství vytěženého uranu na dolech Hamr I a Křižany I | Množství vytěženého uranu na dolech Hamr I a Křižany I | Množství vytěženého uranu na dolech Hamr I a Křižany I | Množství vytěženého uranu na dolech Hamr I a Křižany I | Množství vytěženého uranu na dolech Hamr I a Křižany I |
| ------------------------------------------------------ | ------------------------------------------------------ | ------------------------------------------------------ | ------------------------------------------------------ | ------------------------------------------------------ | ------------------------------------------------------ | ------------------------------------------------------ | ------------------------------------------------------ | ------------------------------------------------------ | ------------------------------------------------------ | ------------------------------------------------------ | ------------------------------------------------------ | ------------------------------------------------------ | ------------------------------------------------------ | ------------------------------------------------------ | ------------------------------------------------------ | ------------------------------------------------------ | ------------------------------------------------------ | ------------------------------------------------------ | ------------------------------------------------------ | ------------------------------------------------------ | ------------------------------------------------------ | ------------------------------------------------------ | ------------------------------------------------------ |
| rok                                                    | 1971                                                   | 1972                                                   | 1973                                                   | 1974                                                   | 1975                                                   | 1976                                                   | 1977                                                   | 1978                                                   | 1979                                                   | 1980                                                   | 1981                                                   | 1982                                                   | 1983                                                   | 1984                                                   | 1985                                                   | 1986                                                   | 1987                                                   | 1988                                                   | 1989                                                   | 1990                                                   | 1991                                                   | 1992                                                   | 1993                                                   |
| těžba [t]                                              | 13                                                     | 56                                                     | 32                                                     | 9                                                      | 100                                                    | 175                                                    | 175                                                    | 270                                                    | 370                                                    | 648                                                    | 766                                                    | 830                                                    | 770                                                    | 808                                                    | 852                                                    | 893                                                    | 899                                                    | 938                                                    | 869                                                    | 706                                                    | 651                                                    | 604                                                    | 354                                                    |

### Úpadek těžby a konzervace důlních staveb (1989–1995)

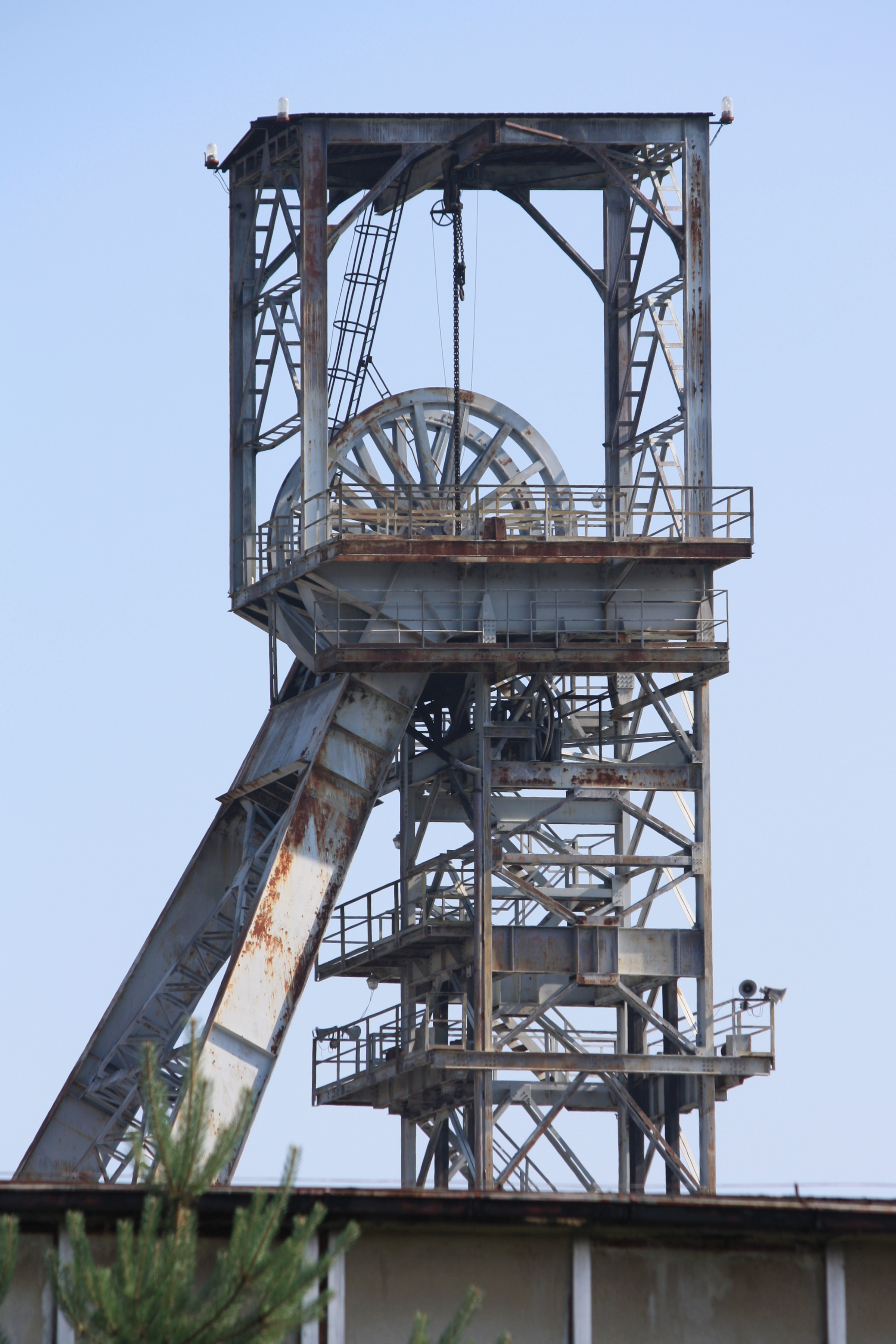
Těžní věž jámy č. 3 dolu Hamr I, snesená v roce 2015

Zastavení závodů ve zbrojení a zpomalení vývoje jaderné energetiky měly za následek utlumení těžby uranu. První takové rozhodnutí padlo již v roce 1987 vládou ČSSR, kdy bylo rozhodnuto o zastavení výstavby dolu Hamr II. Další úpadek následoval po Sametové revoluci v roce 1989. V roce 1993 pak bylo usnesením Vlády ČR č. 429 rozhodnuto o konzervaci provozů těžby uranu, tento rok tím pádem znamená naprostý konec těžby v dolu. V roce 1995 pak bylo vládou rozhodnuto (usnesení č. 244) o likvidaci těchto provozů, hamerský důl nevyjímaje.

### Likvidace dolu (1993–2015)
Počátkem roku 1995 proběhlo v hamerském dole vyklizení materiálu a zařízení. Následovalo zakládání důlních děl, které probíhalo do roku 2000 a byla při něm založena plocha o rozloze 656 000 m³. V roce 2001 pak byla zahájena likvidace těžebních jam, která byla provedena zasypáním hlušinou, čedičovou drtí a bentonitem, všechny jámy byly definitivně uzavřeny v roce 2002. Od roku 2001 do roku 2003 také probíhalo řízené zaplavování důlních prostor, kdy bylo do půdy vtlačeno 4,7 mil. m³ upravené odkalištní vody. Na původní úroveň by se měly podzemní vody vrátit do roku 2020. V roce 2015 byla dokončena likvidace všech povrchových staveb.

## Současný stav lokality

Památník na místě bývalé těžní věže jámy č. 3

V současné době jsou všechna podzemní a povrchová díla lokality zlikvidována. Stále však probíhá rekultivace a začlenění povrchu do krajiny. Jediným pozůstatkem povrchové činnosti je památník stojící na místě těžní věže jámy č. 3. Podle odhadu Diamo s.p. by se měl areál do roku 2042 navrátit do oblasti Podralska a lokality s dokončenými rekultivačními pracemi by měly být nabízeny soukromým vlastníkům.